# 카이 카우스
카이 카우스(1021년~1098년)는 이란 중세의 군주이다. 카스피해(海) 남해안 지방을 지배한 지야르 왕조의 교양 있는 왕으로 1082년 왕자 기란 샤를 위해 저작한 교훈서 <카부스나메>는 산문학상 중요한 지위를 차지하고 있다. 44장으로 된 본서는 당시의 사회·정치·문화를 상세하게 기술하여 기품 있는 문학 작품 외에 역사적 자료의 가치도 있다. 문체는 평이·간결(簡潔)하고 많은 일화를 수록하고 있다.